# 사이클론 프레디
사이클론 프레디 (Cyclone Freddy)는 2023년 발생해 오스트레일리아 근해에서 활동한 4번째 사이클론이자 남서인도양에서 활동한 6번째 사이클론인 매우 강력하고 전 세계에서 가장 생존 기간이 긴 사이클론이다.

## 사이클론의 진행

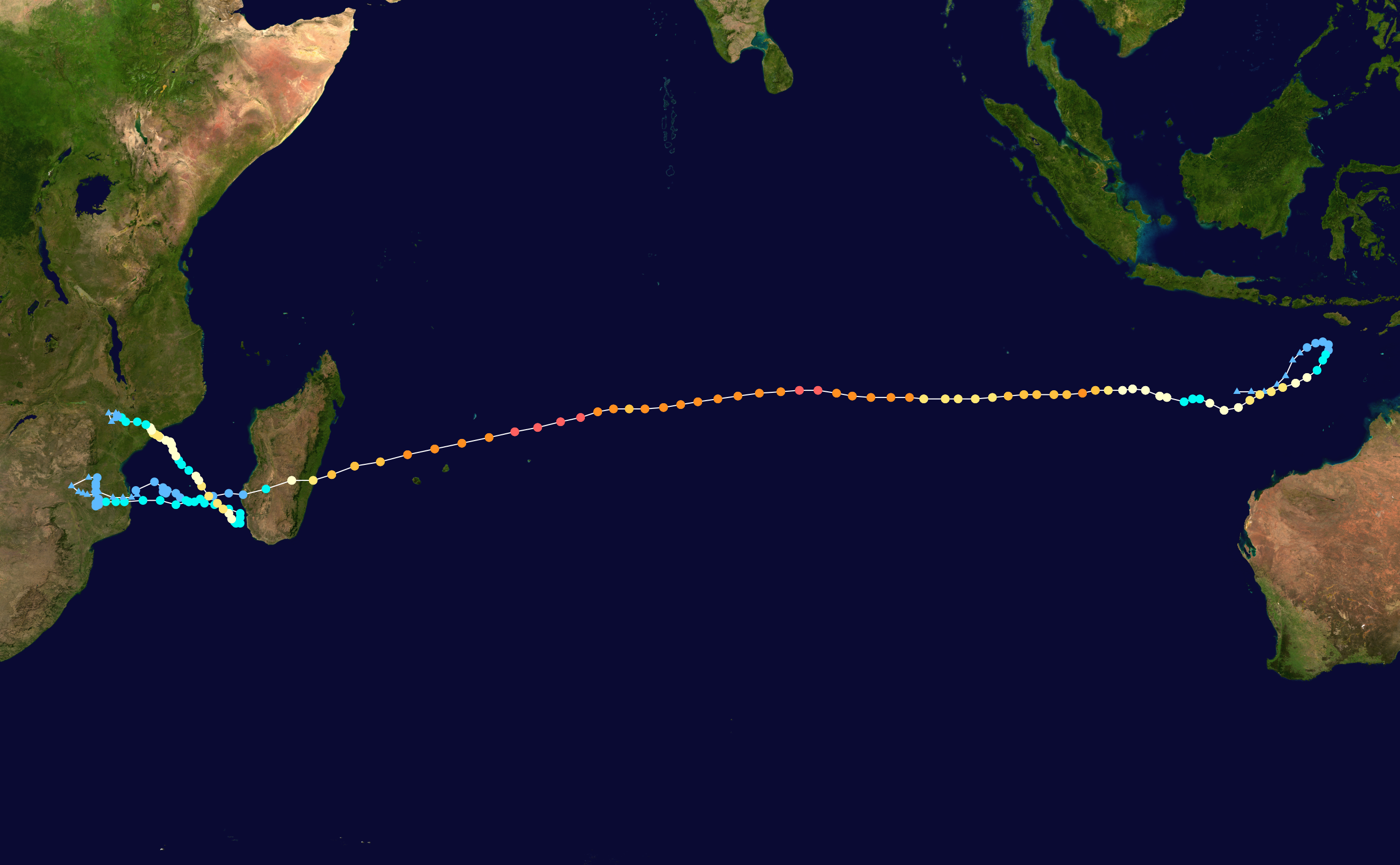
사이클론 프레디의 이동 경로

### 호주 해역 (2/5~2/14)
1월 30일, 호주 기상청 (BoM)이 티모르 해에 위치한 약한 열대 저기압을 13U로 명명하고 감시하기 시작했다. 2월 4일, BoM은 브룸에서 북북서쪽으로 약 770km 떨어진 곳에서 열대 저기압 13U가 발달하였다고 발표하였다. 2월 6일에는 JTWC가 이 열대저기압에 대한 TCFA (Tropical Cyclone Formation Alert)을 발령해 약한 윈드시어 (15~20kt)와 높은 수온 (29~30°C) 등으로 인해 사이클론으로 발달할 가능성이 높다고 발표하였다. 그로부터 몇 시간 뒤, JTWC는 이 열대 저기압을 사이클론 11S로 지정하고 사이클론 감시를 시작하였다. BoM 역시 이 사이클론이 BoM의 사이클론 구분 기준으로 1등급으로 승격되었다고 발표하였고, 사이클론 프레디 (Cyclone Freddy)라고 명명함과 동시에 2022~2023년 오스트레일리아 근해 사이클론 시즌의 4번째 사이클론이 되었다. 다음 날인 2월 7일에 JTWC가 사이클론 프레디의 1분 최대 풍속이 65kt로 관측되었다고 보고하여 1등급 사이클론으로 발달하였다. 같은 날 BoM은 사이클론 프레디를 2등급 사이클론으로 상향시켰고, 불과 몇 시간도 지나지 않아서 3등급 사이클론으로 발달하였다. JTWC 또한 사피어-심프슨 허리케인 등급 기준 2등급으로 상향시켰다. 그러나 2월 9일, 사이클론 프레디는 10분 최대 풍속 55kt로 잠시 약화되었다. 그러나, 2월 11일에 BoM 기준으로 4등급 사이클론으로 급발달하였으나, 강한 윈드시어로 인해 약화된 상태로 2월 14일, 호주 해역에서 남서인도양 해역으로 진입하였다.

### 남서인도양 해역 (2/14~3/14)

#### 사이클론 프레디의 급발달 및 마다가스카르 상륙

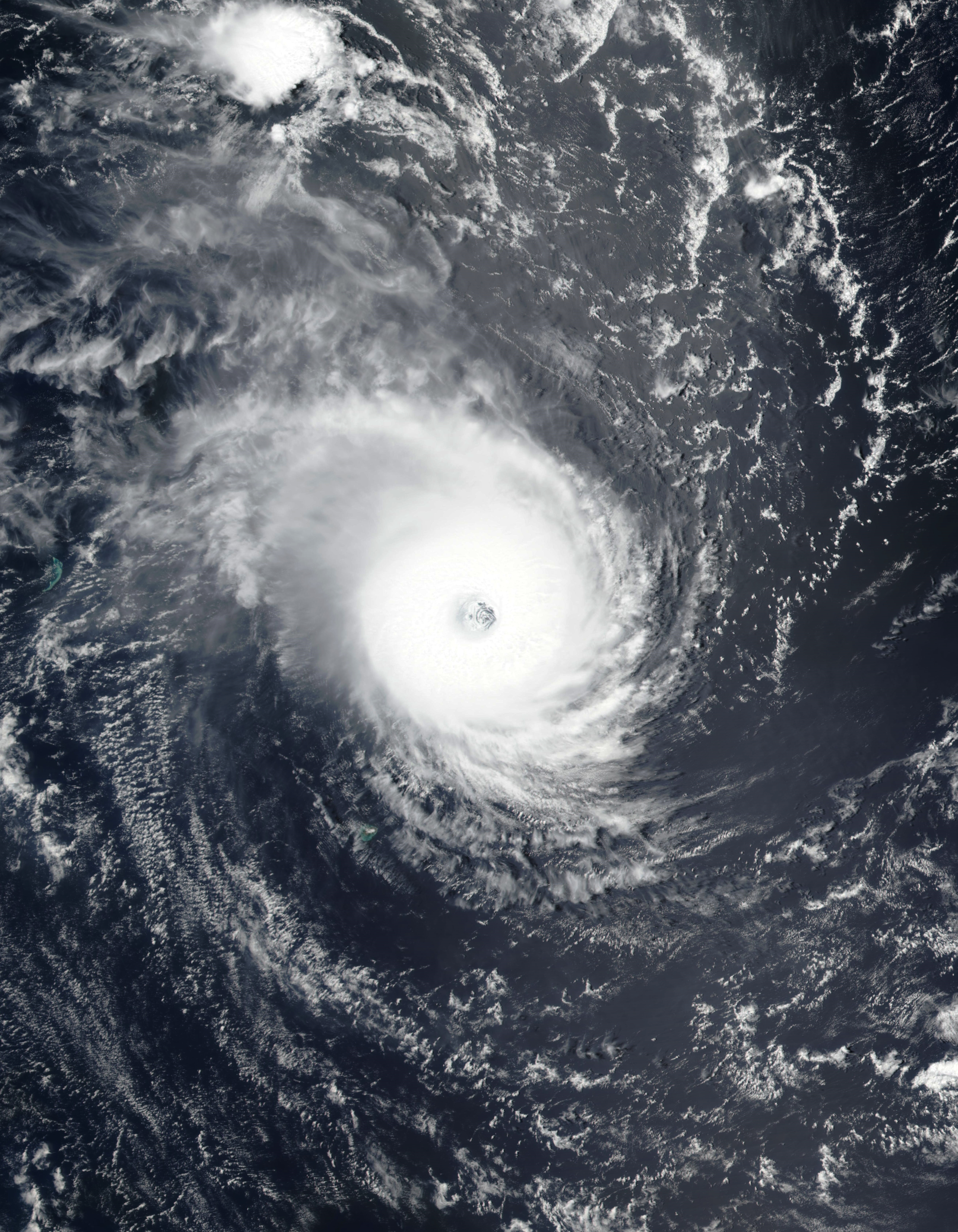
2월 19일, 사이클론 프레디가 최성기를 맞이하였다.

2월 14일, 사이클론 프레디가 남서인도양 해역에 진입하였다. MFR (프랑스 기상청)은 이 사이클론을 강한 사이클론으로 상향시켰다. 사이클론 프레디는 꾸준히 발달하였고, JTWC 기준 5등급 사이클론, MFR 기준 매우 강한 사이클론으로 상향되었다. 그래서, 2월 19일 10분 최대 풍속 120kt, 최저기압 931hPa의 매우 강한 사이클론으로 최성기를 맞이하였다. 하지만 서남서진하며 점차 약화되어서, 2월 21일에 마다가스카르에 상륙하였다.

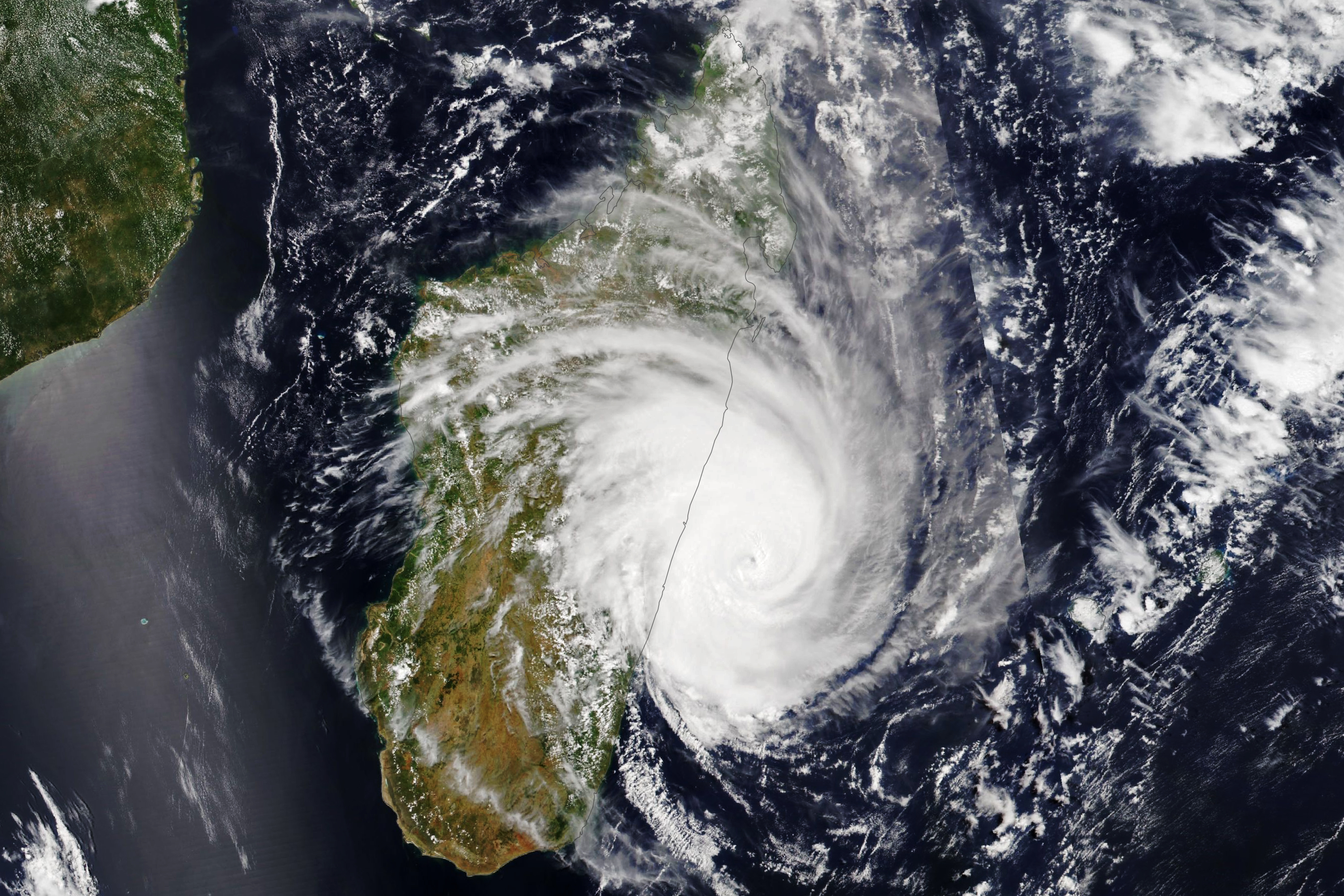
2월 21일, 사이클론 프레디가 마다가스카르에 상륙하였다.

#### 모잠비크 해협 진출과 사이클론 프레디의 재발달 및 모잠비크 상륙

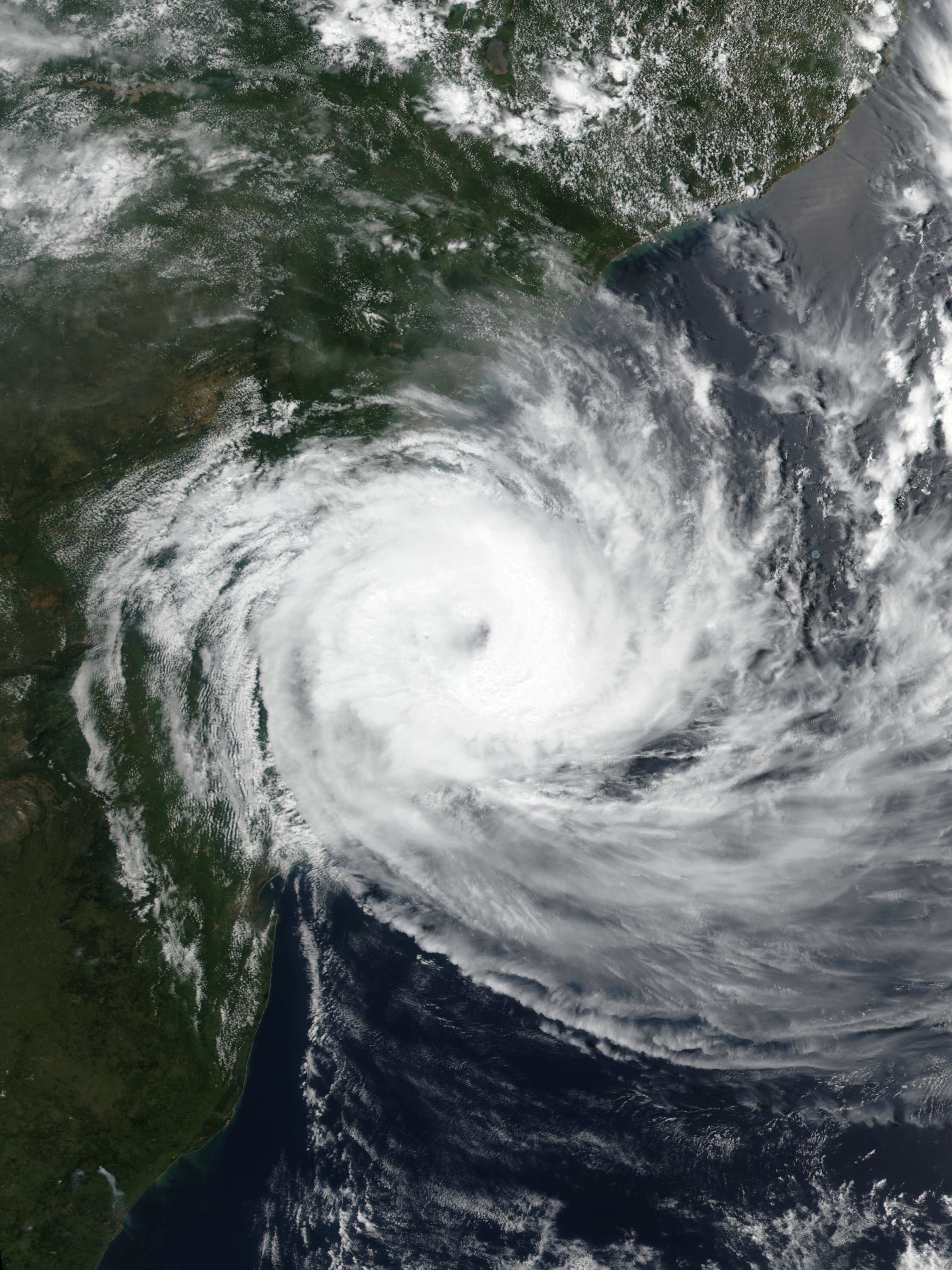
2월 24일, 사이클론 프레디가 모잠비크에 상륙하였다.

다음 날인 2월 22일, 사이클론 프레디는 모잠비크 해협으로 진출하여 약화된 상태에서 열대폭풍으로 발달하였다. 사이클론 프레디의 발달이 계속되서 MFR 기준 강한 열대폭풍으로 승격되었지만, 2월 24일 UTC 기준 오후 12시에 모잠비크에 상륙하였다. 사이클론 프레디는 육상 마찰로 인하여 급약화되었으나, MFR은 사이클론 프레디의 잔해가 모잠비크 해협에 다시 진출하여 재발달할 것으로 예측했다.

#### 모잠비크 재진출과 사이클론 프레디의 재발달, 그리고 모잠비크 2번째 상륙
3월 1일, 사이클론 프레디의 잔해가 모잠비크 해협으로 진출하였고, JTWC도 이 시스템을 다시 감시하기 시작했다. 그래서, MFR은 다음 날인 3월 2일에 사이클론 프레디를 열대요란으로 지정하고 다시 감시를 시작하였다. 3월 3일, MFR은 이 열대요란을 열대 저기압으로 격상시키고, JTWC은 TCFA (Tropical Cyclone Formation Alert)를 발령하여 이 시스템이 재발달할 것으로 발표하였다. 그 후, 다음 날인 3월 4일, MFR가 사이클론 프레디가 열대폭풍 상태로 재발달하였다고 발표하였다. 그리고, 다음 날인 3월 5일 UTC 기준 18시에 MFR가 사이클론 프레디가 강한 열대폭풍으로 발달하였다고 발표하였다. 2일 뒤인 3월 7일, 사이클론 프레디는 MFR 기준 사이클론으로 발달하였고 10분 최대 풍속 70kt, JTWC 기준 3등급 사이클론으로 빠르게 발달하였다. 그러나, 6시간 이후 강한 윈드시어와 건조한 공기의 유입으로 인해 급격히 약화되어 MFR가 강한 열대폭풍 상태로 약화되었다고 발표했다. 그러나, 3월 9일 사이클론 프레디는 다시 발달하여 MFR 기준 사이클론 단계로 격상되었다.

3월 11일, 사이클론 프레디가 모잠비크에 재상륙하였다.

이틀 뒤인 3월 11일, 사이클론 프레디는 10분 최대풍속 80kt의 세력으로 모잠비크에 재상륙하였다. JTWC는 이 사이클론에 대한 마지막 경보를 발령했고, 빠르게 급약화되었다. 그러고는 머지 않아 3월 15일, 빠르게 소멸하였다.

## 피해

### 마다가스카르
마다가스카르 재난관리국은 강한 비바람을 동반한 사이클론 프레디로 인해 79곳의 학교의 지붕이 날아갔으며, 5,500채의 집이 파괴되었고, 3,000여 채의 집이 물에 잠겼으며, 최소 24,350명 이상의 이재민이 발생했다고 밝혔다. 사이클론 프레디로 인해 299,000명이 영향을 받았으며 17명의 사람이 사망했다.

### 짐바브웨
짐바브웨의 두 지역에서 사이클론 프레디로 인해 소 7마리가 죽었고, 사람 2명이 번개를 맞아 사망했다고 밝혔다. 또한 계속된 비와 돌풍으로 인하여 일부 학교의 지붕이 날아갔다고 밝혔다.

### 모잠비크
사이클론 프레디로 인해 총 198명의 사망자가 발생했고, 최소 1,000,000명이 영향을 받았다.

#### 첫 번째 상륙
사이클론 프레디의 거센 바람과 폭우 등으로 인하여 많은 공공 시설이 심각한 피해를 입었으며, 최소 10명이 사망한 것으로 밝혀졌다. 모잠비크 남부 지역의 대부분에서 약 200mm에서 500mm의 강수량을 기록했다. 또한, 166,600명이 사이클론 프레디의 영향을 받았으며, 38,100ha 이상의 농작물이 피해를 입었다고 밝혔다. 그리고, 1,667채의 주택이 파괴되었고, 13,966채의 주택이 피해를 입었으며, 12,733채의 주택은 침수되었다고 덧붙였다. 또한 콜레라가 발병되는 동안 계속되는 강우가 덮쳤고, 이로 인해 콜레라가 악화될 우려를 불러일으켰다.

#### 두 번째 상륙
사이클론 프레디가 모잠비크에 두 번째로 상륙했을 때, 강한 폭우와 바람으로 인해 최소 143명이 숨졌고, 880,000여명이 영향을 받았다. 또한 832채의 집이 붕괴되었다.

### 말라위
사이클론 프레디가 상륙하기 전, 말라위는 콜레라가 심각한 상태였어서 프레디로 인해 콜레라가 더 심각해질 우려를 낳았다. 사이클론 프레디로 말라위 남부 지방에서 엄청난 폭우가 내렸으며 홍수로 인해 1,000명 이상이 사망하고, 최소 533명이 실종되었으며, 최소 1,724명이 부상을 입었다.

### 모리셔스
사이클론 프레디의 강한 바람으로 인해 1명이 숨졌고, 총 16명이 타고 있던 트롤선이 실종되었다.

## 기록
사이클론 프레디는 총 37일의 기간 동안 활동해서, 1994년 북대서양에서 발생했던 허리케인 존이 대략 30일 동안 생존했던 기록을 깨며 남서인도양을 통틀어 전 세계에서 가장 오래 생존한 사이클론이 되었다. 또한, 사이클론 프레디는 인도양을 횡단한 사상 4번째 사이클론이 되었으며, 2006년 북중태평양에서 발생해 오래 생존한 허리케인 이오케가 가지고 있었던 총 사이클론 에너지량 (ACE : Accumulated Cyclone Energy) 85.26이라는 기록을 사이클론 프레디가 87로 깨서, 전 세계에서 가장 총 사이클론 에너지량이 많은 사이클론이 되었다. 그리고, 사이클론 프레디는 총 7번의 발달을 한 최초의 사이클론이 되었다.

## 같이 보기
- 2022~2023년 오스트레일리아 근해 사이클론
- 2022~2023년 남서인도양 사이클론